# Thann (Jetzendorf)
Thann ist ein Ortsteil von Jetzendorf, circa 48 Kilometer nordwestlich von München im oberbayerischen Landkreis Pfaffenhofen an der Ilm.

## Geschichte
Der Weiler Thann gehörte zum Gericht Hofmark Jetzendorf und zur Grundherrschaft Stift St. Andrä in Freising (1760) und bis 1873 zur Pfarrei Petershausen, anschließend zur Pfarrei Jetzendorf. Bis 1958 war Thann der Gemeinde Ainhofen angegliedert und wurde anschließend, im Rahmen einer Grenzbegradigung, der Gemeinde Jetzendorf zugeordnet.

## Hofbeschreibung und Besitzerfolgen

### Nr. 1 „Thannbauer“
- Beschreibung: 1/1 Hof, Gesamtgrund 87 Tagwerk (1812).
- Besitzerfolge: Um 1660 Johann Schreiber, um 1700 Kaspar Wastian von Lindach 1, um 1780 Johann Wastian, um 1810 Michael Wastian, 1820 Jakob Seitz von Bosweiler bei Quirnheim ⚭ Maria Strohm (Mennoniten), 1841 Abraham Seitz ⚭ Barbara Janson von Rodenbach, 1850 Jakob Dester von Rettenbach ⚭ Susanne Hirschler (Mennoniten), 1881 Daniel Dester ⚭ Anna Springer (Mennoniten), 1898 Bruno Appel von Langwaid ⚭ Theres Seidel von Eck (Jetzendorf), 1928 Josef Appel von Thann ⚭ Katharina Reisner von Volkersdorf, 1969 Josef Appel von Thann ⚭ Christine Möckl von Ainhofen.

### Nr. 1 1/3
- Beschreibung: 1/4 Hof. Dieses Anwesen entstand um 1820 durch Teilung von Thann Nr. 1.
- Besitzerfolge: 1820 Jakob Seitz von Bosweiler bei Quirnheim ⚭ Maria Strohm (Mennoniten), 1838 Jakob Lehmann von Heppenheim ⚭ Susanne Seitz von Kriegsheim (Rheinpfalz) (Mennoniten).

### Nr. 2
- Beschreibung: 1/4 Hof.
- Besitzerfolge: 1807 Johann Mall, 1827 Deutsch, 1832 Johann Deutsch von Friesenheim (Rheinpfalz), 1847 Jakob Krämer von Heppenheim ⚭ Barbara Deutsch von Stachusried (Mennoniten), 1867 Heinrich Deutsch ⚭ Dorothea Dettweiler (Mennoniten von Stachusried), 1872 Georg Link von Thann (Protestant), 1905 Heinrich Link. 1918 wurde das Haus abgerissen.

### Nr. 3 „Kohlbrennerhof“
- Beschreibung: 1/4 Hof, 44 Tagwerk (1812).
- Besitzerfolge: 1807 Johann Mall von Weichs, 1819 Johann Georg Vogt von ⚭ Dorothea Ruth (Mennoniten von Harxheim in der Rheinpfalz), 1819 Johannes Sigeriß ⚭ Maria Ruth (Mennoniten aus Harpfheim in der Rheinpfalz), 1828 Johann Dahlem ⚭ Katharina Ruth (Mennoniten aus Harxheim), 1832 Johann Deutsch aus Friesenheim in der Rheinpfalz ⚭ Katharina Dahlem aus Eichstock (Mennoniten), 1874 Daniel Dettweiler ⚭ Elisabeth Dester von Thann (Mennoniten), 1892 Daniel Dester aus Thann, um 1898 Bruno Appel von Thann ⚭ Theresia Seidel. 1923 war dieses Anwesen „erloschen“.

### Nr. 4 „Hirschler“, „Kraus“
- Beschreibung: Hofgröße 42 Tagwerk

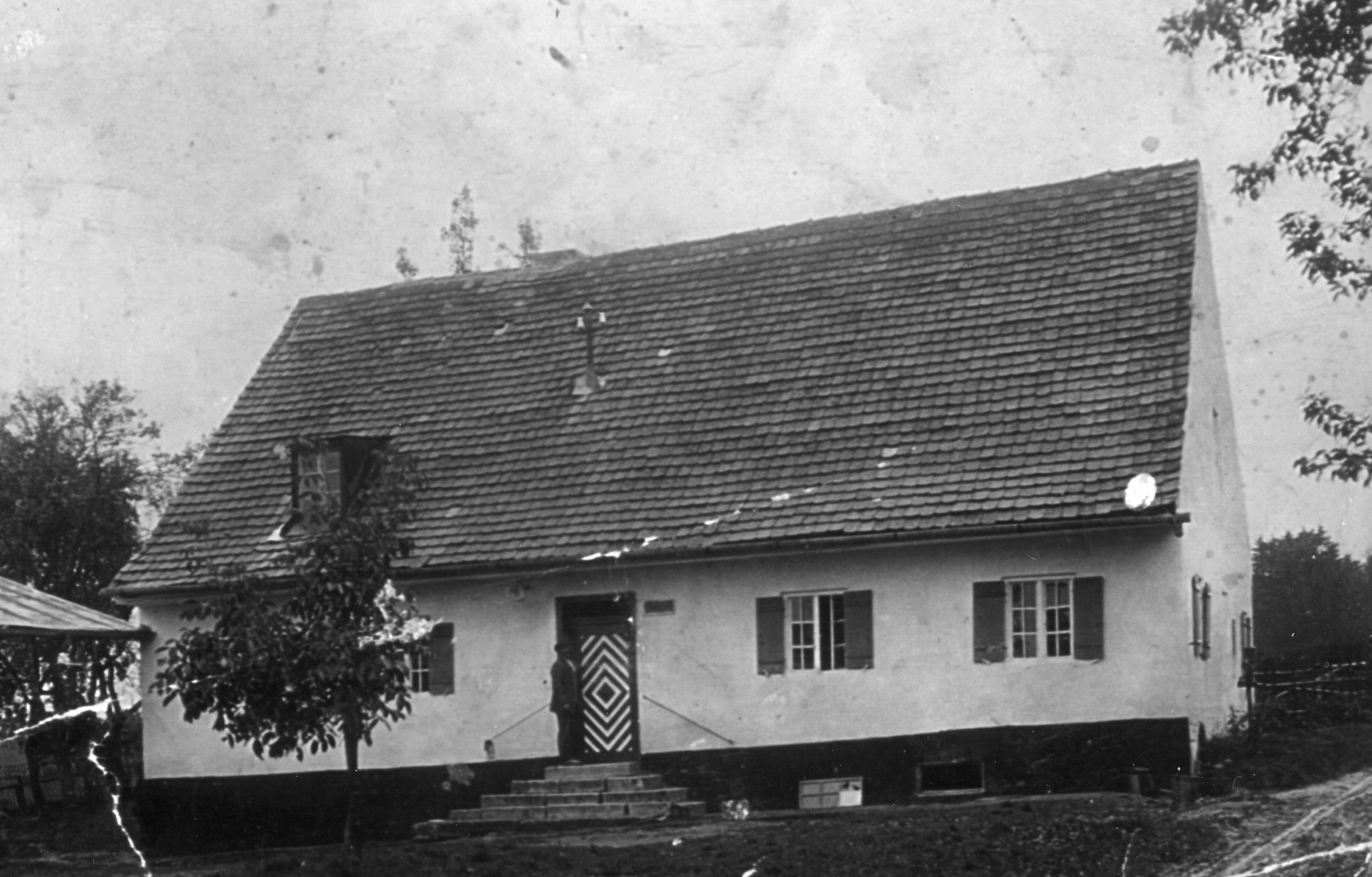
Das alte Wohnhaus Thann Nr. 4, um 1935 (wurde 1975 abgerissen)

- Besitzerfolge: Um 1820 Christian Janson aus Rodenbach ⚭ Elisabetha Strohm von Rodenbach (Mennoniten), 1826 Jakob Hirschler aus Quirnheim (Pfalz) I. ⚭ Magdalena Janson von Rodenbach (Mennoniten), II. ⚭ Maria Janson von Rodenbach, 1859 Jakob Hirschler von hier ⚭ Susanne Müller von Regendorf (Mennoniten), 1887 Jakob Hirschler von hier ⚭ Magdalena Hunsinger von Rottenbauer, 1903 Josef Kraus, 1913 Josef Kraus von hier ⚭ Walburga Glas von Lampertshausen, 1922 Simon Nasaritze aus Georgien ⚭ Walburga Kraus (Witwe), 1955 Simon Nasaritze von hier ⚭ Mathilde Kirschner von Neuried. 1975 erfolgt der Abriss des Wohnhauses.

### Nr. 5 „Schuster“
- Besitzerfolge: 1826 Johann Dahlem von Maxweiler ⚭ Katharina Ruth von Harxheim (Mennoniten), 1862 Joseph Metz ⚭ Theresia Finkl, 1900 Johann Sellmair ⚭ Theresia Metz von hier, 1946 Johann Sellmair von hier ⚭ Therese Doll von Ainhofen, 1976 Johann Sellmair von hier ⚭ Anna Schönberger von Kollbach (Petershausen).

### Nr. 6 „Seidl“
- Besitzerfolge: Vor 1885 Mathias Öttl, 1887 Anton Öttl von hier ⚭ Maria Pfab, 1915 Maria Öttl, 1918 Walburga Öttl von hier ⚭ Max Hahn, 1928 Johann Öttl ⚭ Ursula Zollbrecht.

### Nr. 7 „Öttl“, „Lehmann“
- Beschreibung: Dieses Anwesen wurde 1877 von Nr. 4 transferiert.
- Besitzerfolge: 1863 Lehmann Bellmann, Johann Waldmair ⚭ Anna Maria, 1866 Katharina Waldmair von hier ⚭ Franz Seidl von Volkersdorf, 1879 Mathias Öttl ⚭ Maria Waldmair, 1919 Mathias Öttl von hier ⚭ Katharina, 1950 Mathias Öttl von hier ⚭ Maria Wex von Glonnbercha.